# Somanya

Somanya är en ort i sydöstra Ghana. Den är huvudort för distriktet Yilo Krobo, och folkmängden uppgick till 16 265 invånare vid folkräkningen 2010.